# لاري أبوت
لاري أبوت (بالإنجليزية: Larry Abbott)‏ هو عالم أعصاب وباحث أمريكي، ولد في 1949.